# Confederação Africana de Futebol
A Confederação Africana de Futebol (em inglês: Confederation of African Football, em francês: Confédération Africaine de Football, em árabe: الإتحاد الأفريقي لكرة القدم), também conhecida pelo acrónimo CAF, é a entidade que representa e administra o futebol internacional na África. Ela organiza os torneios continentais entre clubes e seleções, como o Campeonato Africano das Nações (CAN) e o Campeonato das Nações Africanas (CHAN).

## História
A confederação foi fundada em 1957, sendo os membros fundadores as federações de futebol da Etiópia, Egito, África do Sul e Sudão. Sua primeira sede foi situada em Cartum, no Sudão, porém um incêndio destruiu os escritórios e fez a CAF mudar de sede. A cidade escolhida foi Cairo, no Egito.
Sua primeira participação foi em 1934 na segunda Copa do Mundo FIFA com o Egito, no entanto, ela só adquiriu uma vaga garantida na Copa pela primeira vez em 1970. Na Copa do Mundo de 1982 passou a ter dois representantes, três em 1994 e cinco em 1998. Em 2010 teve e o recorde de participantes: 6 já que a África do Sul ganhou a vaga de sede. Um grande percursor do futebol no continente foi o brasileiro João Havelange então presidente da FIFA e sua política de expandir o futebol para o mundo.

## Membros

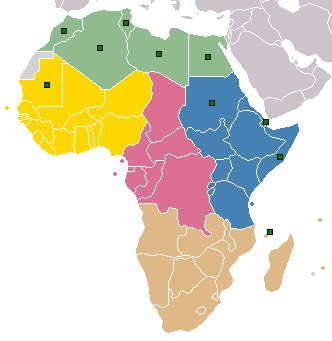
Federações regionais da CAF:
UNAF (Norte)
WAFU-UFOA (Oeste)
UNIFFAC (África Central)
CECAFA (Centro-Leste)
COSAFA (Sul)

Um total de 54 associações nacionais de futebol pertencem à CAF como membros plenos, representando todos os estados independentes da África. Além disso, há duas seleções que são membros associados (e não são membros da FIFA), portanto, podem apenas disputarem competições regionais. O continente está dividido em seis zonas geográficas, sendo que cinco dessas zonas possuem sua própria federação.
Notas
1. 1 2  Membro associado, não é membro da FIFA e, portanto, pode disputar apenas competições regionais.

## Competições
Competições Principais de Seleções
As competições de Seleções tem como objetivo unir as diversas seleções filiadas a CAF em uma única disputa.
- Copa Africana de Nações (CAN)
- Campeonato das Nações Africanas (CHAN)

Competições Principais de base
As competições de base visam o desenvolvimento do futuro do futebol no continente
- Campeonato Africano de Futebol Sub-23
- Campeonato Africano de Futebol Sub-20
- Campeonato Africano de Futebol Sub-17

Competições Principais de Clubes
As competições continentais de clubes renuem os melhores clubes de futebol do continente. 
- Liga dos Campeões da CAF
- Liga dos Campeões árabes
- Copa das Confederações da CAF
- Recopa Africana (Competição extinta)
- Copa da CAF
- Supercopa Africana
- Campeonato Afro-Asiático de Clubes

Futebol Feminino
O futebol feminino na Africa vem se desenvolvendo no continente com ajuda da CAF
- Campeonato Africano de Futebol Feminino
- Campeonato Africano de Futebol Feminino Sub-20
- Campeonato Africano de Futebol Feminino Sub-17

## Participações da CAF na Copa do Mundo
- Copa de 1930 - Nenhum
- Copa de 1934 -  Egito
- Copa de 1938 - Nenhum
- Copa de 1950 - Nenhum
- Copa de 1954 - Nenhum
- Copa de 1958 - Nenhum
- Copa de 1962 - Nenhum
- Copa de 1966 - Nenhum
- Copa de 1970 -  Marrocos
- Copa de 1974 -  Zaire (atual RD do Congo)
- Copa de 1978 -  Tunísia
- Copa de 1982 -  Argélia,  Camarões
- Copa de 1986 -  Argélia,  Marrocos
- Copa de 1990 -  Camarões,  Egito
- Copa de 1994 -  Camarões,  Marrocos,  Nigéria
- Copa de 1998 -  África do Sul,  Camarões,  Marrocos,  Nigéria,  Tunísia
- Copa de 2002 -  África do Sul,  Camarões,  Nigéria,  Senegal,  Tunísia
- Copa de 2006 -  Angola,  Costa do Marfim,  Togo,  Tunísia
- Copa de 2010 -  África do Sul,  Argélia,  Camarões,  Costa do Marfim,  Gana,  Nigéria
- Copa de 2014 -  Argélia,  Camarões,  Costa do Marfim,  Gana,  Nigéria
- Copa de 2018 -  Egito,  Marrocos,  Nigéria,  Senegal,  Tunísia
- Copa de 2022 -  Camarões,  Gana,  Marrocos,  Senegal,  Tunísia
- Copa de 2026 -

### Total
8 -  Camarões
6 -  Nigéria,  Marrocos  Tunísia
4 -  Argélia,  Gana 
3 -  África do Sul,  Egito,  Senegal ,  Costa do Marfim
1 -  Angola,  Zaire (atual  RD Congo),  e  Togo

## Desempenho de seleções e clubes da CAF

### Títulos de seleções
- Jogos Olímpicos
  - medalha de ouro:  Nigéria  (1996);  Camarões (2000)
- Jogos Pan-Africanos
  - medalha de ouro:  Camarões (1991, 1999, 2003, 2007);  Egito (1987, 1995);  Nigéria (1973);  Argélia (1978);  Congo (1965);  Gana (2011)
- Jogos Pan-Africanos (futebol feminino)
  - medalha de ouro:  Nigéria (2003, 2007);  Camarões (2011)
- Copa das Nações Afro-Asiáticas
  -  Nigéria (1995)
- Campeonato Mundial Sub-20
  -  Gana (2009)
- Campeonato Mundial Sub-17
  -  Nigéria (1985, 1993, 2007, 2013, 2015)  Gana (1991, 1995)
- Jogos da Lusofonia
  - Medalha de ouro:  Cabo Verde (2009)
- Jogos da Francofonia
  - Medalha de ouro:  Congo (2009, 2013)  Marrocos (2001);  Costa do Marfim (2005)
- Jogos Mundiais Militares
  - Medalha de ouro:  Egito (2007);  Argélia (2011)

#### Campanhas de destaque de seleções
- Copa do Mundo
  - 4º lugar -  Marrocos (2022)
- Copa do Mundo de Futebol Feminino
  - 7º lugar -  Nigéria (1999)
- Jogos Olímpicos
  - medalha de prata:  Nigéria (2008)
  - medalha de bronze:  Gana (1992)
- Jogos Pan-Africanos
  - medalha de prata:  Guiné (1973, 2007);  Nigéria (1978, 2003);  Mali (1965);  Quênia (1987);  Tunísia (1991);  Zimbábue (1995);  Zâmbia (1999);  África do Sul (2011)
  - medalha de bronze:  Gana (1978, 2003);  Nigéria (1991, 1995);  Costa do Marfim (1965);  Egito (1973);  Malauí (1987);  África do Sul (1999);  Tunísia (2007);  Camarões (2011)
- Jogos Pan-Africanos (futebol feminino)
  - medalha de prata:  África do Sul (2003, 2007);  Gana (2011)
  - medalha de bronze:  Camarões (2003);  Gana (2007);  Argélia (2011)
- Copa das Confederações
  - 2º lugar -  Camarões (2003)
  - 3º lugar -  Costa do Marfim (1992)
  - 4º lugar -  Nigéria (1995);  África do Sul (2009)
- Campeonato Mundial Sub-20
  - 2º lugar -  Nigéria (1989, 2005);  Gana (1993)
  - 3º lugar -  Nigéria (1985);  Mali (1999)
  - 4º lugar -  Gana (1997);  Marrocos (2005)
- Campeonato Mundial Sub-17
  - 2º lugar -  Nigéria (1987, 2001, 2009);  Gana (1993, 1997)
  - 3º lugar -  Costa do Marfim (1987);  Burquina Faso (2001)
  - 4º lugar -  Guiné (1985);  Gana (2007)
- Copa do Mundo de Futebol Feminino Sub-20
  - 2º lugar  Nigéria (2010)
- Copa do Mundo de Futebol de Areia
  - 6º lugar -  Nigéria (2007*)
- Jogos da Lusofonia
  - Medalha de prata:  Angola (2006);  Moçambique (2014)
  - Medalha de bronze:  Cabo Verde (2006);  Angola (2009)
- Universíada
  - medalha de bronze:  Marrocos (2005)
- Jogos Olímpicos da Juventude (feminino)
  - medalha de prata:  Guiné Equatorial (2010)
- Jogos da Francofonia
  - Medalha de prata:  Marrocos (1989, 2013);  Egito (1994);  Congo (1997);  Senegal (2005);  Costa do Marfim (2009)
  - Medalha de bronze:  Congo (1989, 1994);  Camarões (1997);  Egito (2001);  Burquina Faso (2005);  Marrocos (2005);  Senegal (2013)
- Jogos Mundiais Militares
  - Medalha de prata:  Camarões (2007);  Egito (2011)
- Jogos da CPLP
  - Medalha de prata:  Cabo Verde (2010)
  - Medalha de bronze:  Moçambique (2010);  Angola (2012)

*: organizado pela FIFA

### Campanhas de destaque de clubes
- Mundial de Clubes da FIFA**
  - 2º lugar -  TP Mazembe (2010);  Raja Casablanca (2013***)
  - 3º lugar -  Al-Ahly (2006, 2020)
  - 4º lugar -  Étoile du Sahel (2007);  Al-Ahly (2012)
  - 5º lugar -  ES Sétif (2014);  Espérance de Tunis (2018 e 2019).
  - 6º lugar -  Al-Ahly (2005, 2008, 2013);  TP Mazembe (2009, 2015);  Espérance de Tunis (2011) ;  Mamelodi Sundowns (2016) ;  Wydad Casablanca (2017)
  - 7º lugar -  Raja Casablanca (2000);  Moghreb Tétouan (2014***)

**: Ao vencer a Liga dos Campeões da África em 2000, o Hearts of Oak, de Gana, ganhou o direito de disputar o Mundial de Clubes da FIFA de 2001. Porém, com a falência da ISL, empresa de marketing esportivo que, na ocasião, era parceira da FIFA, o campeonato foi cancelado e o Hearts of Oak perdeu a chance de ser a primeira equipe de Gana a participar dessa competição. Depois disso, as equipes de Gana não tiveram, até o momento, oportunidade de participar da Copa do Mundo de Clubes da FIFA.
***: Como representante do país-sede, ou seja, não era o campeão da Liga dos Campeões da África naquela temporada.

## Ligações Externas
- Site oficial da CAF (em inglês)
- Página oficial da CAF no site da FIFA (em inglês)